# Vaux-les-Prés
Vaux-les-Prés és un municipi francès situat al departament del Doubs i a la regió de Borgonya - Franc Comtat. L'any 2007 tenia 367 habitants.

## Demografia

### Població
El 2007 la població de fet de Vaux-les-Prés era de 367 persones. Hi havia 123 famílies de les quals 16 eren unipersonals (12 homes vivint sols i 4 dones vivint soles), 41 parelles sense fills, 54 parelles amb fills i 12 famílies monoparentals amb fills.
La població ha evolucionat segons el següent gràfic:
Habitants censats

### Habitatges
El 2007 hi havia 136 habitatges, 134 eren l'habitatge principal de la família i 2 estaven desocupats. 127 eren cases i 9 eren apartaments. Dels 134 habitatges principals, 111 estaven ocupats pels seus propietaris, 22 estaven llogats i ocupats pels llogaters i 1 estava cedit a títol gratuït; 2 tenien dues cambres, 11 en tenien tres, 25 en tenien quatre i 96 en tenien cinc o més. 125 habitatges disposaven pel capbaix d'una plaça de pàrquing. A 45 habitatges hi havia un automòbil i a 82 n'hi havia dos o més.

### Piràmide de població
La piràmide de població per edats i sexe el 2009 era:
| Homes | Edats   | Dones |
| ----- | ------- | ----- |
| 0     | 95 o +  | 4     |
| 0     | 90 a 94 | 0     |
| 0     | 85 a 89 | 0     |
| 0     | 80 a 84 | 4     |
| 0     | 75 a 79 | 4     |
| 8     | 70 a 74 | 4     |
| 8     | 65 a 69 | 8     |
| 4     | 60 a 64 | 0     |
| 8     | 55 a 59 | 12    |
| 12    | 50 a 54 | 16    |
| 12    | 45 a 49 | 16    |
| 16    | 40 a 44 | 8     |
| 8     | 35 a 39 | 16    |
| 16    | 30 a 34 | 16    |
| 8     | 25 a 29 | 16    |
| 20    | 20 a 24 | 4     |
| 24    | 15 a 19 | 4     |
| 28    | 10 a 14 | 4     |
| 24    | 5 a 9   | 8     |
| 8     | 0 a 4   | 0     |

## Economia
El 2007 la població en edat de treballar era de 253 persones, 196 eren actives i 57 eren inactives. De les 196 persones actives 186 estaven ocupades (99 homes i 87 dones) i 9 estaven aturades (5 homes i 4 dones). De les 57 persones inactives 20 estaven jubilades, 32 estaven estudiant i 5 estaven classificades com a «altres inactius».

### Ingressos
El 2009 a Vaux-les-Prés hi havia 133 unitats fiscals que integraven 363 persones, la mediana anual d'ingressos fiscals per persona era de 21.956 €.

### Activitats econòmiques
Dels 10 establiments que hi havia el 2007, 3 eren d'empreses de comerç i reparació d'automòbils, 2 d'empreses de transport, 3 d'empreses financeres, 1 d'una empresa immobiliària i 1 d'una empresa de serveis.
L'únic servei als particulars que hi havia el 2009 era una agència immobiliària.
Dels 2 establiments comercials que hi havia el 2009, 1 era una botiga de material de revestiment de parets i terra i 1 una perfumeria.
L'any 2000 a Vaux-les-Prés hi havia 3 explotacions agrícoles.

## Equipaments sanitaris i escolars
El 2009 hi havia una escola elemental integrada dins d'un grup escolar amb les comunes properes formant una escola dispersa.

## Poblacions més properes
El següent diagrama mostra les poblacions més properes.